# Comté de Lubbock
Le comté de Lubbock, en anglais : Lubbock County, est un comté situé dans le nord-ouest de l'État du Texas aux États-Unis. Fondé le 19 novembre 1876, son siège de comté est la ville de Lubbock. Selon le recensement des États-Unis de 2020, sa population est de 310 639 habitants. Le comté a une superficie de 2 333 km2, dont 2 319 km2 en surfaces terrestres. Il est baptisé à la mémoire de Thomas Saltus Lubbock, militaire durant la guerre de Sécession.

## Organisation du comté
Il est fondé le 19 novembre 1876, à partir des terres du comté de Young. Après plusieurs réorganisations foncières, son organisation est finalisée le 10 mars 1891.
Le comté est baptisé en référence à Thomas Saltus Lubbock (en), un Texas Ranger, colonel de la Confédération durant la guerre de Sécession,,.

## Comtés adjacents
| Comté de Lamb    | Comté de Hale    |                |
| Comté de Hockley | comté de Lubbock |                |
| Comté de Terry   | Comté de Lynn    | Comté de Garza |

## Géographie - Climat

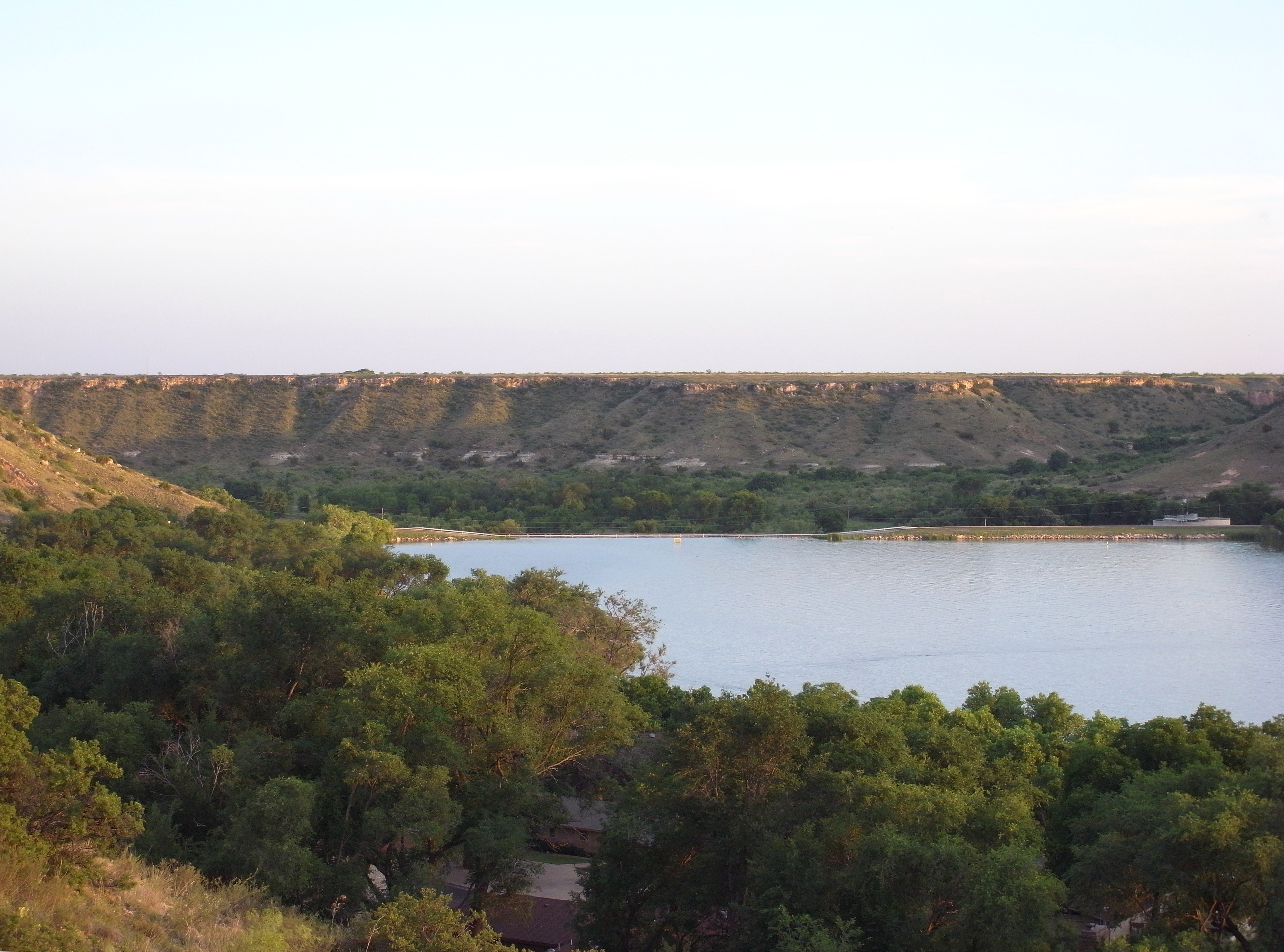
Yellow House Canyon au sud de la ville de Ransom Canyon.

Le comté est situé au nord-ouest du Texas, sur le plateau d'Edwards, dans la région des Grandes Plaines et la partie Sud des Hautes Plaines, aux États-Unis,.
Il a une superficie totale de 2 332,8 km2, composée de 2 319,59 km2 de terres et de 13,21 km2 de zones aquatiques.
Le comté est classé comme semi-aride. Ses précipitations annuelles moyennes sont de 457,2 mm. La température minimale moyenne, en janvier, est de −3,8 °C et la température maximale, en juillet, est de 33,3 °C.

## Démographie
Lors du recensement de 2010, le comté comptait une population de 278 831 habitants. Elle est estimée, en 2017, à 305 225 habitants,.

Pyramide des âges du comté de Lubbock (2000).